# Anoxia kocheri
Anoxia kocheri är en skalbaggsart som beskrevs av Dewailly 1957. Anoxia kocheri ingår i släktet Anoxia och familjen Melolonthidae. Inga underarter finns listade i Catalogue of Life.